# Charlotta Jonsson
Charlotta Jonsson (* 11. Mai 1973) ist eine schwedische Theater- und Filmschauspielerin.
Charlotta Jonsson studierte in den Jahren von 2000 bis 2004 an der Theaterschauspielschule in Göteborg und war zunächst als Theater-Schauspielerin tätig. Ab 1999 war sie in der Serie Sjätte dagen als „Charlotte Ekebladh“ zu sehen. Bei Ponyo – Das große Abenteuer am Meer war sie 2008 Synchronsprecherin in der schwedischen Fassung.
Sie spielte in der Kriminalserie Wallander 2013 nach dem Tod der Darstellerin Johanna Sällström die Rolle der Linda Wallander.

## Filmografie (Auswahl)
- 1999–2001: Sjätte dagen (Fernsehserie, 47 Folgen)
- 1999: Skilda världar (Fernsehserie, 2 Folgen)
- 2001: En ängels tålamod (Fernsehserie, eine Folge)
- 2003: Utan dig
- 2005–2007: Saltön (Fernsehserie, 5 Folgen)
- 2008: Höök (Fernsehserie, 2 Folgen)
- 2010: Sebastian Bergman: Der Mann, der kein Mörder war (Den fördömde – Del 1)
- 2010: Solsidan (Fernsehserie, 2 Folgen)
- 2011: Bibliotekstjuven (Miniserie, eine Folge)
- 2013: Mankells Wallander (Krimireihe, 6 Folgen)
- 2015: Arne Dahl: Bußestunde (Arne Dahl: Himmelsöga, Fernsehserie, 2 Folgen)
- 2015: 100 Code (Fernsehserie, 12 Folgen)
- 2015–2016: Der Kommissar und das Meer (Fernsehserie, 2 Folgen)
- 2016–2018: Kommissar Beck (Beck, Fernsehserie, 3 Folgen)
- 2018: Andra åket (Fernsehserie, eine Folge)
- 2019–2022: Eagles (Fernsehserie, 21 Folgen)
- 2020: Björnstad (Fernsehserie, 5 Folgen)
- 2023: Mord im Mittsommer (Morden i Sandhamn, Fernsehserie, 2 Folgen)